# Al-Hasaka
al-Hasaka (arabiska الحسكة, syriska ܚܣܝܓܐ, kurdiska Hesîçe) är den största staden i, och huvudstad för, provinsen med samma namn i den nordöstra delen av Syrien. Staden är belägen vid Eufrats biflod Khabur, och befolkningsantalet uppgick till 188 160 vid folkräkningen 2004.

## Geografi och betydelse
al-Hasaka är belägen mitt i provinsen med samma namn i den nordöstligaste delen av Syrien. Den är både provinshuvudstad och den största staden i provinsen, något större än Qamishli. Med en befolkning på knappt 200 000 invånare är al-Hasaka en av Syriens tio största städer. Eufrats vänsterbiflod Khabur rinner genom staden.
Majoriteten i staden var förr assyrier/syrianer, men den domineras idag av både kurder, araber och assyrier/syrianer. Den anses av områdets kurder vara del av Syriska Kurdistan.

Den armeniska kyrkan i al-Hasaka vittnar om stadens och regionens delvis kristna befolkning.

## Historia

### Förhistoria
Området runt al-Hasaka – en del av Bördiga halvmånen – har varit bebodd sedan förhistorisk tid. Olika forskare har velat placera forntida städer som Qirdahat och (den arameiska) Magarisu i al-Hasaka. Utgrävningar i den centrala stadskullen (tell) har visat på bosättningar från medelassyrisk, bysantinsk och Abbasidkalifatet tid.

### 1900-talet
al-Hasaka var en liten provinsstad under osmansk tid. Den nutida staden grundades 1922 som en fransk militär postering. Stadens invånarantal ökade genom inflyttning av ett stort antal människor som flytt undan krig och förföljelse i Turkiet. Under 1930-talet tillkom även assyrier/syrianer som flytt undan etnisk rensning i Irak.
1942 räknade al-Hasaka 7 835 invånare, där fanns flera skolor, två kyrkor och en bensinstation. Under 1950-talet växte staden som ny provinshuvudstad. al-Hasakas och Qamishlis tillväxt gynnades starkt av ett antal konstbevattningsprojekt som inleddes under 1960-talet; dessa förvandlade den nordöstra delen av Syrien till en viktigt område för bomullsodling. På 1970-talet startade oljeutvinning genom exploatering av oljefält som Qara Shuk och Rumaylan.

### Syriska inbördeskriget
al-Hasaka har som huvudstad för den nordöstligaste syriska provinsen varit en viktig stödjepunkt och stridsäpple under det syriska inbördeskriget, tillsammans med Qamishli längre norrut. Genom militärbasen strax nordöst om staden har syriska regeringen haft ett starkt fäste i området, och fram till 2016 har den behållit kontrollen över åtminstone delar av al-Hasaka.

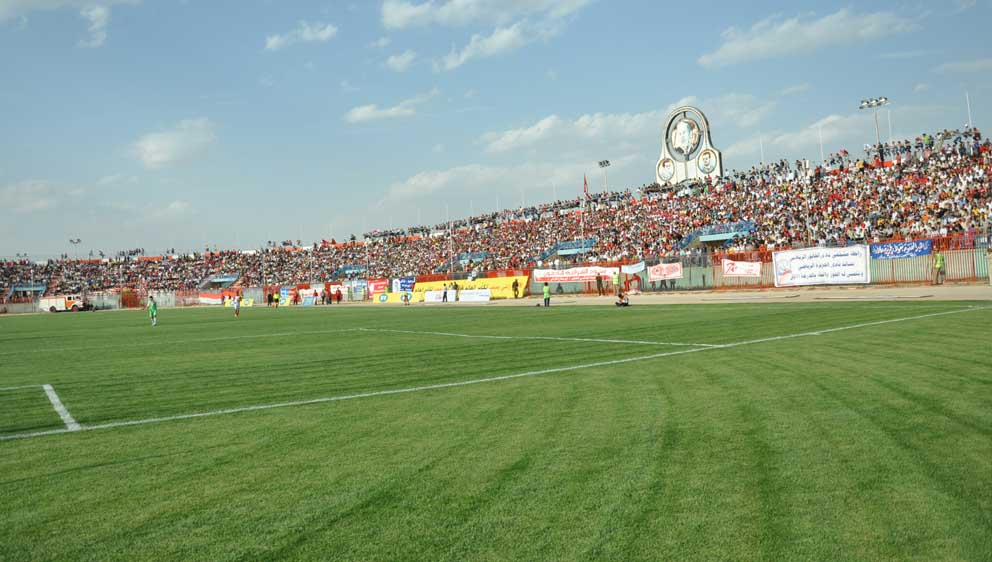
Match på stadens Basel al-Assad-stadium 2009. Stora bilder av delar av släkten al-Assad kröner ena sidoläktaren.

al-Hasaka var del av den Arabiska vårens oroligheter ända sedan 26 januari 2011. Då tände al-Hasaka-bon Hasan Ali Akleh eld på sig själv, i en protestaktion liknande den som Mohammed Bouazizi gjorde i Tunisien månaden innan. Först under 2012 började massprotester förekomma i staden mot den syriska regeringen, och året efter tog kurdiska milisstyrkor över kontrollen över de kurdiska stadsdelarna (medan regeringen befäste sin kontroll över de arabiska kvarteren).
Under 2014 och tidigt 2015 erövrade Islamiska staten (IS) delar av al-Hasaka-provinsen, och strider stod under sommaren om kontrollen över provinshuvudstaden. Efter en två månader lång kamp om al-Hasaka drevs IS ut ur staden (efter ett informellt samarbete mellan den syriska regeringsarmén och de lokala kurdiska styrkorna), som därefter kontrollerades till 75 procent av kurdiska och 25 procent av syriska styrkor. Senare under året drevs IS bort även från stadens närområde.
Den bräckliga vapenvilan mellan kurdiska styrkor och syriska regeringsstyrkor i al-Hasaka bröts i augusti 2016, i samband med flygattacker mot kurdiskdominerade delar av staden. Därefter inledde den kurdiskdominerade SDF-alliansen en offensiv för att helt driva ut regeringsstyrkorna ur regionen. Den 23 augusti slöts en vapenvila mellan parterna, efter att den syriska regeringen förlorat allt av staden utom några centrala kvarter med administrationsbyggnader. Enligt avtalet skulle dessutom den syriska regeringsarmén lämna staden